# MS Inowrocław
MS Inowrocław – morski statek typu (RORO). 

## Historia i rejsy
Zbudowany został w 1980 roku w fińskiej stoczni w Raumie. W latach 1980 - 1994 należał do PLO, następnie został sprzedany do szczecińskiej firmy Euroafrica. Początkowo obsługiwał linię Gdynia – Hull, a od 2000 roku pływał z Gdyni do Helsinek.
Był wyczarterowany fińskiemu armatorowi Finnlines.
Zakończył swój żywot eksploatacyjny – został zezłomowany w Bombaju. Do ostatniego w swoim życiu portu Inowrocław dotarł 23 czerwca 2010 roku.  Indyjska stocznia zapłaciła 390 dolarów za tonę.

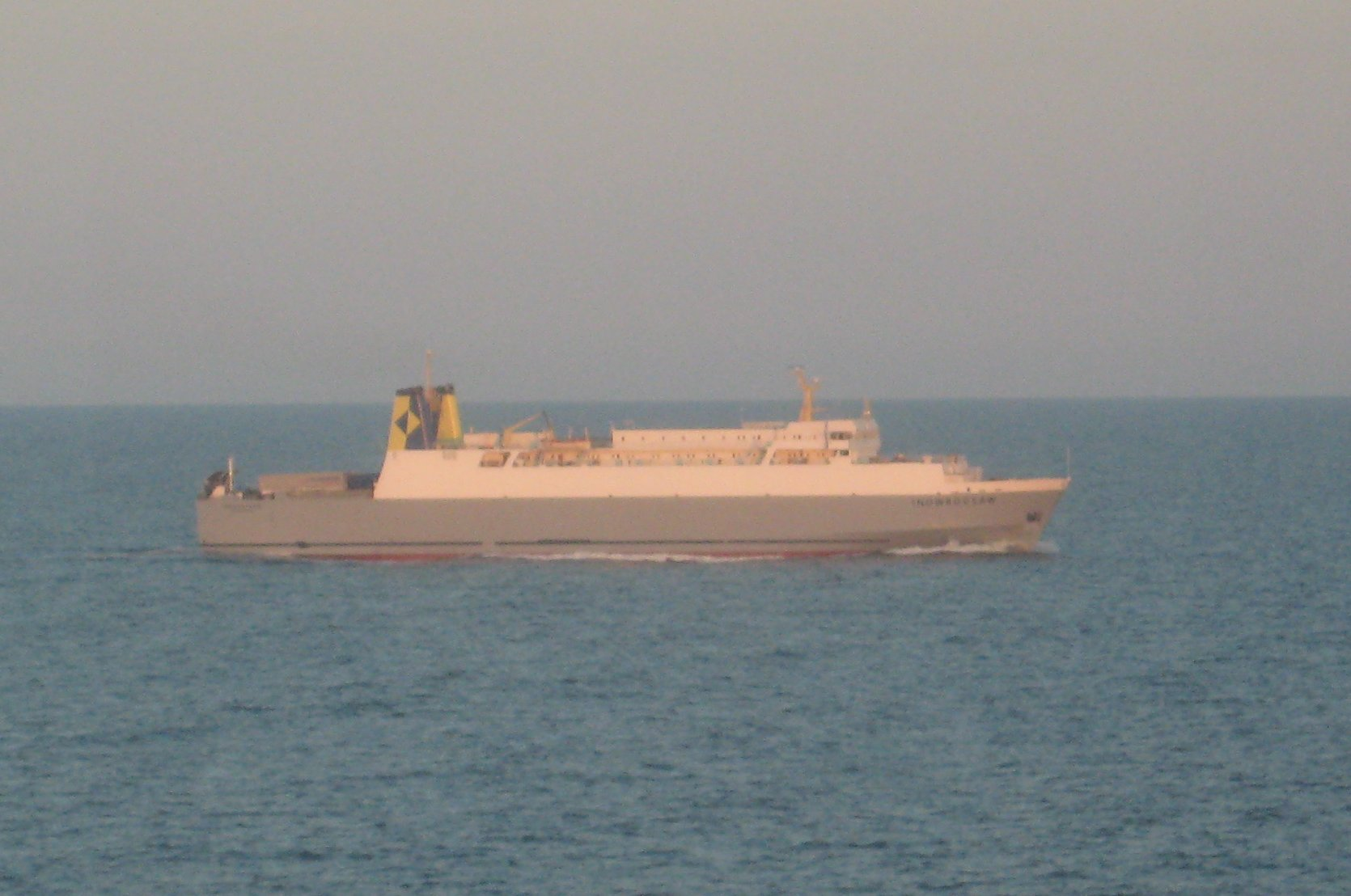
MS Inowrocław na M. Bałtyckim.

Długość linii ładunkowej wynosiła 1403 metry – jednostka mogła zabrać jednorazowo do 82 naczep 17,5-metrowej długości.